# El Menzah Sport
El Menzah Sport est un club tunisien de handball.

## Section masculine
Le club est fondé par Ahmed Aloulou en 1962 et participe à huit saisons de la première division tunisienne à partir de 1984.

## Section féminine
En 2020, la section cadette du club ayant pour présidente de section Mariem Aloulou Darragi se hisse en finale de la coupe de Tunisie.